# Pequeña Copa del Mundo de Clubes 1955
La Pequeña Copa del Mundo de Clubes de 1955 —oficialmente Copa Coronel Marcos Pérez Jiménez— fue la cuarta edición de la Pequeña Copa del Mundo, un torneo celebrado en Venezuela , entre los años 1952 y 1957, por cuatro equipos participantes, dos de Europa y dos de América del Sur.

## Participantes
| País      | Equipo          | Clasificación                            |
| --------- | --------------- | ---------------------------------------- |
| Brasil    | São Paulo F. C. | Campeón de São Paulo 1953                |
| España    | Valencia C. F.  | Campeón de la Copa del Generalísimo 1954 |
| Portugal  | S. L. Benfica   | Campeón de Portugal 1954/55              |
| Venezuela | La Salle F.C.   | Campeón de Venezuela 1955                |

## Tabla de posiciones
| Equipo    | Pts | PJ | PG | PE | PP | GF | GC | Prom  |
| --------- | --- | -- | -- | -- | -- | -- | -- | ----- |
| São Paulo | 8   | 6  | 3  | 2  | 1  | 11 | 8  | 1,375 |
| Valencia  | 6   | 6  | 2  | 2  | 2  | 11 | 9  | 1,222 |
| Benfica   | 6   | 6  | 2  | 2  | 2  | 11 | 10 | 1,100 |
| La Salle  | 4   | 6  | 1  | 2  | 3  | 7  | 13 | 0,538 |

| Predecesor: 1953 (verano) | Pequeña Copa del Mundo de Clubes 1955 | Sucesor: 1956 |